# Euxoa camalpa
Euxoa camalpa är en fjärilsart som beskrevs av Dyar 1912. Euxoa camalpa ingår i släktet Euxoa och familjen nattflyn. Inga underarter finns listade i Catalogue of Life.